# پراکسید سزیم
پراکسید سزیم ترکیبی از سزیم و اکسیژن است. این می‌تواند از فلز سزیم با افزودن مقدار استوکیومتری در محلول آمونیاک یا اکسید کردن فلز جامد به طور مستقیم تشکیل شود. 
2Cs + O 2 → Cs 2 O 2
همچنین می‌تواند از تجزیه حرارتی سوپراکسید سزیم تشکیل شود:
2CsO 2 → Cs 2 O 2 + O 2
با حرارت دادن تا دمای ۶۵۰ درجه سانتیگراد، این ترکیب به مونوکسید سزیم و اکسیژن اتمی تجزیه می‌شود:
{\displaystyle {\mathsf {Cs_{2}O_{2}\rightarrow Cs_{2}O+[O]}}}
پراکسید سزیم ارتعاش رامان را به دلیل وجود یون‌های پراکسید در ۷۴۳ سانتی متر -1 نشان می‌دهد، این ترکیب به دلیل عملکرد کم آن اغلب به عنوان پوششی برای فوتوکاتدها استفاده می‌شود.